# Hippolyte-Louis de Lorgeril
Hippolyte-Louis, vicomte de Lorgeril, né le 24 mai 1811 au château du Chalonge à Trébédan où il est 5 juillet 1888, est un homme politique français.

## Biographie
Issu de la famille de Lorgeril. Il dirige, en 1842, l'Impartial de Bretagne, journal légitimiste, et fait partie, l'année suivante, des fidèles se rendant à Belgrave Square présenter leurs hommages au duc de Bordeaux. Conseiller général du canton de Plélan-le-Petit en 1848, il ne s'occupe guère que de littérature durant l’Empire et devient conseiller général du canton de Jugon le 8 octobre 1871.
Élu représentant des Côtes-du-Nord à l'Assemblée nationale le 8 février 1871, il prend place parmi les légitimistes intransigeants, fait partie des réunions des Réservoirs et des chevau-légers, signe l'adresse des députés syllabistes, demande la nomination d'une commission d'enquête sur les actes de la délégation de Bordeaux, est l'un des onze députés qui, le 20 janvier 1872, refusent de continuer leur confiance à Adolphe Thiers.
Lors de l'élection des sénateurs inamovibles, il est élu, au sixième tour de scrutin, sénateur inamovible par l'Assemblée nationale, le 15 novembre 1875, grâce à l’appoint des voix républicaines. Continuant de siéger à l'extrême droite, il vote, le 23 juin 1877, la dissolution de la Chambre demandée par Albert de Broglie, lors de la crise du 16 mai 1877.
Poète à ses heures, il avait imagé de réformer la métrique avec des vers de treize, voire de quatorze syllabes, innovation qui lui avait valu les railleries de la presse républicaine, qui prétendait que ses vers étaient myriapodes. « Il serait plus juste de dire qu’il faisait des vers. »

## Jugements
« un des plus grands buveurs devant le Seigneur, un poëte incompris qui, entre deux bonnes bouteilles de bourgogne, versifiait des alexandrins de 14 pieds. […] Les bons vivants qu’il fréquentait le regretteront certainement. »

## Œuvres
- Le Charme : poème chevaleresque, Paris, E. Perrin, 1885, 2 v. in-18 (OCLC 457597810).
- Le Charme : poème chevaleresque, Paris, E. Perrin, 1885, 111 p., in-18 (OCLC 457597859).
- Poèmes : Le Banquet de la famine. La Conquête du charme. Le Gardien. Le Chant du frère lai. La Chaumière incendiée. Le Vieux marinier. La Légende d’Olivier, Paris, Didier, 1872, vii-493 p., in-8º (OCLC 457597848).
- À M. Victor de Laprade, membre de l’Académie française, député du Rhône, 1871.
- La Légende d’Olivier, 1868.
- Le Vieux Marinier : récit breton  (Extrait de la Revue de Bretagne et de Vendée. Janvier 1868), Nantes, V. Forest et E. Grimaud, [s.d.], 15 p., in-8º (OCLC 457597874).